# Торионе (Новара)
Торионе је насеље у Италији у округу Новара, региону Пијемонт.
Према процени из 2011. у насељу је живело 150 становника. Насеље се налази на надморској висини од 119 м.